# 133.ª División blindada Littorio
La 133.ª División blindada Littorio (en italiano: 133ª Divisione corazzata "Littorio") fue una de las más destacadas divisiones blindadas del Regio Esercito italiano durante la Segunda Guerra Mundial. Previamente actuó como 4.ª División Littorio del Corpo Truppe Volontarie, durante la Guerra civil española.

## Historial de operaciones

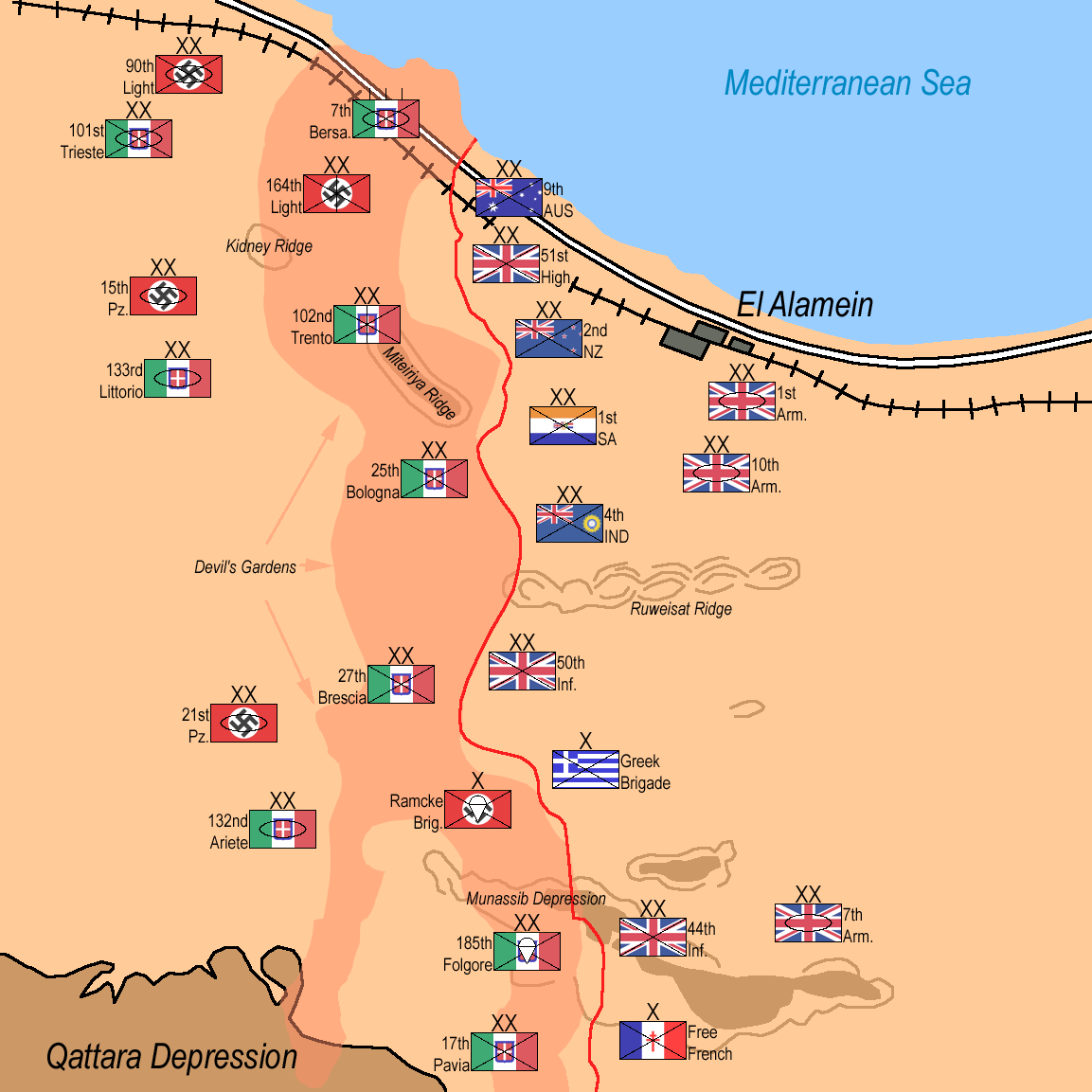
Mapa de la segunda batalla de El Alamein

Sus orígenes se encuentran en la 4.ª División Littorio, unidad constituida como parte del Corpo Truppe Volontarie que el dictador italiano Benito Mussolini envía en apoyo militar del Bando Nacional, durante la guerra civil española. La División blindada se constituye como tal en noviembre de 1939, asignándole el 33.er regimiento blindado, el 12.º Regimiento de Bersaglieri y el 133.º Regimiento de artillería "Littorio".
Su primera acción de combate tiene lugar en el frente de los Alpes en 1940, durante la Invasión italiana de Francia, donde tuvo una pobre actuación. Posteriormente es desplazada a los Balcanes para la Invasión de Yugoslavia, en la que toma parte junto con algunas otras unidades italianas. En 1942 es enviada al norte de África, donde finalizará su historial de combate. Se le sustituye el 33.er Regimiento blindado con el 133.º Regimiento blindado. Encuadrada en el XX Cuerpo de Ejército italiano, participa en los combates contra los aliados, especialmente durante la Primera Batalla de El Alamein, la Batalla de Alam el Halfa y especialmente en la Segunda Batalla de El Alamein. En el curso de esta última batalla la División quedó completamente destruida, siendo disuelta en noviembre de 1942 para no volver ya a ser creada.
Nunca ha sido reconstituida como unidad militar por el moderno Ejército italiano, en razón de que su nombre estaba estrechamente unido al fascismo (el fascio littorio, en cuyo honor recibe el nombre) y constituía uno de los símbolos fascistas por excelencia.

## Regimientos históricos
Han formado parte de la División Blindada Littorio los siguientes regimientos:
- 12.º de Bersaglieri, reconstituido en 1992.
- 33.er Blindado, reconstituido en 1993 y disuelto en el 2000.
- 133.º Blindado, reconstituido en 1992 y disuelto en 1995.
- 133.º Regimiento de Artillería Littorio, no reconstituido.